# Annet Schaap
Annet Schaap (Ochten, 27 febbraio 1965) è un'illustratrice, fumettista e scrittrice olandese nota soprattutto nell'ambito della letteratura per ragazzi.

## Biografia
Annet Schaap ha frequentato l'accademia d'arte di Kampen dal 1983 al 1988, ha proseguito gli studi nel 1990-1991 all'Accademia reale di belle arti (Koninklijke Academie van Beeldende Kunsten, KABK) dell'Aia. Tra il 1995 e il 1999 ha frequentato la scuola professionale per scrittori 't Colofon di Amsterdam. È divenuta una delle più amate illustratrici olandesi. Ha illustrato più di duecento libri, soprattutto per ragazzi, a partire da Jokel, Jula und Jericho di Christine Nöstlinger, e ha lavorato per il teatro come autrice di cinque commedie e due opere. Ha disegnato fumetti per la rivista Taptoe dell'editore per l'infanzia Malmberg; nel 2011 ha realizzato un diario a fumetti sulla sua gravidanza, intitolato 'Mama...? Ok?!'.
Nel 2017 ha esordito in letteratura col romanzo per ragazzi Lucilla (Lampje), che ha riscosso grande successo: ha vinto quattro premi prestigiosi nei Paesi Bassi (Nienke van Hichtum-prijs nel 2017, Woutertje Pieterse Prijs, Gouden Griffel e Boekenleeuw nel 2018) e in Italia il Premio Strega ragazze e ragazzi nella categoria "miglior libro d'esordio" nel 2021.

## Opere
- Lucilla [Lampje], traduzione di Anna Patrucco Becchi, 4ª ed., Roma, La nuova frontiera junior, 2021, ISBN 978-88-98519-73-6.
- Le ragazze: sette fiabe [De meisjes], traduzione di Anna Patrucco Becchi, Roma, La nuova frontiera junior, 2021, ISBN 979-12-80176-39-4.